# Beautiful (Miss Mondayのアルバム)
『Beautiful』（ビューティフル）は、Miss Mondayの7枚目のアルバム。2010年6月23日 リリース。

## 概要
Kj（Dragon Ash）プロデュースによる楽曲『Life is beautiful feat. キヨサク from MONGOL800, Salyu, SHOCK EYE from 湘南乃風』やレーベルメイトでもある菅原紗由理との『さよなら feat. 菅原紗由理』、YU-Aとの『あなたに出会って feat. YU-A』、レゲエシーンとHIPHOPシーンの架け橋的な楽曲『雪ノ降ル街デ feat. HOKT from N.C.B.B』（Pro.by SPICY CHOCOLATE）など、コラボレーション楽曲を含む、全15曲を収録。

## 収録曲
1. B.E.A.U.T.I.F.U.L.
2. Life is beautiful feat. キヨサク from MONGOL800, Salyu, SHOCK EYE from 湘南乃風
TBS「全種類。」5月度エンディングテーマ
17thシングル
3. あなたに出会って feat. YU-A
4. さよなら feat. 菅原紗由理
16thシングル
5. Take It Easy
6. 雪ノ降ル街デ feat. HOKT from N.C.B.B
7. 止まらない涙が、君を困らせる
8. 本当は今でも… II feat. DABO
9. ウエディングバラード
10. バスタブ feat. mayula
11. Rainbow Girl
12. 東京
13. 軌跡
14. The Light feat. Kj from Dragon Ash, 森山直太朗,  PES from RIP SLYME -90's HIPHOP remix-
15. ウエディングバラード (Instrumental)